# هیساتسو: مرگ حتمی
هیساتسو:مرگ حتمی (به ژاپنی: 必殺! THE HISSATSU) فیلمی است که در سال ۱۹۸۴ اکران شد. از بازیگران آن می‌توان به ماکوتو فوجیتا، ایسوزو یامادا و کین سوگای اشاره کرد.